# Кэмпбелл, Стелла
Беатрис Сте́лла Тэ́ннер (англ. Beatrice Stella Tanner; 9 февраля 1865 — 9 апреля 1940) — британская актриса, более известная под сценическим именем (по первому мужу) Миссис Па́трик Кэмпбелл (Mrs Patrick Campbell; сокращённо Миссис Пат, Mrs Pat), на русском — Стелла Патрик Кэмпбелл. Прославилась исполнением ролей в пьесах Уильяма Шекспира, Бернарда Шоу, Артура Пинеро, Мориса Метерлинка, Генрика Ибсена и других. Героиня пьесы «Милый лжец».

## Биография и театральная деятельность
Беатрис Стелла родилась в Кенсингтоне (пригород Лондона) в семье англичанина Джона Тэннера и итальянки Марии Луиджи Джованны (Maria Luigia Giovanna), дочери графа Анджело Романини. Закончила Гилдхоллскую школу музыки и театра. В 1884 году вышла замуж за Патрика Кэмпбелла, от этого брака родились двое детей.
Первое появление Стеллы на сцене произошло в 1888 году в Ливерпуле. С 1890 года она играет в театре Адельфи и других лондонских театрах, публика принимает её восторженно.
В 1900 году муж Стеллы был убит на англо-бурской войне. Актриса совершает турне по Соединённым Штатам, американская публика также встречает её доброжелательно. В дальнейшем Стелла неоднократно выступала на сценах американских театров. В 1914 году она вышла замуж за шотландского офицера Джорджа Корнуоллис-Уэста (George Cornwallis-West), на следующий день после его развода с Дженни Черчилль. Сценическое имя не сменила.
К актрисе был неравнодушен Бернард Шоу, специально для неё написавший несколько ролей, в том числе роль Элизы в пьесе «Пигмалион». Кроме того, она стала прототипом для образа любовницы короля Магнуса в автобиографической интермедии пьесы Шоу «Тележка с яблоками» (1929).
Стелла умерла от пневмонии в 1940 году.

## Фильмография
- 1920 — The Money Moon
- 1930 — The Dancers
- 1934 — Riptide
- 1934 — One More River
- 1934 — Outcast Lady
- 1935 — Преступление и наказание (Crime and Punishment), по роману Достоевского, режиссёр Джозеф фон Штернберг